# Lipusz
Lipusz (Lippusch in tedesco) è un comune rurale polacco del distretto di Kościerzyna, nel voivodato della Pomerania.
Ricopre una superficie di 109,2 km² e nel 2004 contava 3 360 abitanti.